# Copa Rio de 1991
A Copa Rio de Profissionais de  1991 foi a 1ª edição da Copa Rio, competição organizado pela Federação de Futebol do Estado do Rio de Janeiro, para definir o segundo clube do Rio de Janeiro para a disputa da Copa do Brasil. Apesar de campeão o Flamengo não participou da Copa do Brasil de 1992.
Foi conquistado pelo Flamengo, que havia sido o vencedor do Campeonato da Capital, e teve como vice-campeão o Americano, vencedor do Campeonato do Interior. 
É um dos dois títulos de Vanderlei Luxemburgo como treinador do Flamengo, desconsiderando turnos e amistosos (o segundo seria o Carioca de 2011).

## Fórmula de Disputa
A FFERJ dividiu os clubes em 2 grupos: O Grupo da Capital, onde estava em disputa o título do Campeonato da Capital, e o Grupo do Interior, onde estava em disputa o título do Campeonato do Interior.
Vencedores e vice de ambos os grupos se enfrentariam num quadrangular final para decidirem o campeão da Copa Rio de Profissionais, e levaria para a sua sala de troféus a Taça Estado do Rio de Janeiro.

## Campeonato da Capital

### Jogos
■ Rodada 1
Botafogo 7 x 0 Olaria - 15/06/1991
Flamengo 2 x 1 Campo Grande - 16/06/1991.
Fluminense 2 x 1 Vasco da Gama - 16/06/1991
■ Rodada 2
Fluminense 0 x 0 Campo Grande - 19/06/1991
Flamengo 2 x 0 Olaria - 20/06/1991
Vasco Da Gama 2 x 0 Botafogo - 20/06/1991
■ Rodada 3
Botafogo 2 x 0 Campo Grande - 22/06/1991
Flamengo 2 x 1 Fluminense - 23/06/1991
Vasco Da Gama 5 x 0 Olaria - 23/06/1991
■ Rodada 4
Flamengo 0 x 0 Botafogo - 26/06/1991
Vasco Da Gama 4 x 0 Campo Grande - 26/06/1991
Olaria 2 x 1 Fluminense - 26/06/1991
■ Rodada 5
Botafogo 2 x 2 Fluminense - 29/06/1991
Flamengo 2 x 0 Vasco da Gama - 30/06/1991
Campo Grande 1 x 0 Olaria - 30/06/1991

### Decisão da 2a vaga para o Quadrangular Final
Por terem empatados em número de pontos, Botafogo e Vasco decidiram quem ficaria com a 2a vaga no quadrangular final.
|  | Play-off      |               |   |
|  |               |               |   |
|  | Botafogo      | Botafogo      | 1 |
|  | Vasco da Gama | Vasco da Gama | 0 |

Premiação
| Campeonato da Capital de 1991 |
| ----------------------------- |
| Flamengo Campeão (1º título)  |

## Campeonato do Interior

### Fase Final
|  | Final                |   |   |   |
|  |                      |   |   |   |
|  | Americano            | 1 | 1 | 2 |
|  | América de Três Rios | 1 | 0 | 1 |

Premiação
| Campeonato do Interior de 1991 |
| ------------------------------ |
| Americano Campeão (1º título)  |

## Quadrangular Final
Em itálico, os times que possuem o mando de campo no primeiro jogo do confronto e em negrito os times classificados. Os mandos de campo são definidos de acordo com o índice técnico.
|  | Semifinais           | Semifinais | Semifinais | Semifinais |   |          | Final | Final | Final | Final |
|  |                      |            |            |            |   |          |       |       |       |       |
|  | Americano (pen)      | 0          | 1 (3)      | 1          |   |          |       |       |       |       |
|  | Botafogo             | 1          | 0 (0)      | 1          |   |          |       |       |       |       |
|  | Botafogo             | 1          | 0 (0)      | 1          |   | Flamengo | 1     | 3     | 4     |       |
|  |                      |            |            |            |   | Flamengo | 1     | 3     | 4     |       |
|  |                      | Americano  | 0          | 0          | 0 |          |       |       |       |       |
|  | Flamengo             | Americano  | 0          | 0          | 0 | 1        | 2     | 3     |       |       |
|  | Flamengo             |            |            |            |   | 1        | 2     | 3     |       |       |
|  | América de Três Rios | 1          | 1          | 2          |   |          |       |       |       |       |

### Ficha Técnica da Final
1º Jogo
| 04 de agosto de 1991 | Americano | 0 – 1    | Flamengo | Estádio Godofredo Cruz, Campos dos Goytacazes |
|                      |           | Detalhes | Júnior   |                                               |

| Americano | Flamengo |

2º Jogo
| 10 de agosto de 1991 | Flamengo                | 3 – 0 | Americano | Estádio do Maracanã, Rio de Janeiro-RJ Público: |
|                      | Gaúcho · Júnior · Zinho | Video |           |                                                 |

| Flamengo | Americano |

|                      |    |                    |                 |             |
|                      |    |                    |                 |             |
| G                    | 1  | Gilmar Rinaldi     |                 |             |
| LD                   | 2  | Fabinho            |                 |             |
| Z                    | 3  | Júnior Baiano      |                 | Substituído |
| Z                    | 4  | Gottardo           |                 |             |
| LE                   | 6  | Piá                |                 |             |
| V                    | 5  | Júnior             |                 |             |
| V                    | 8  | Charles Guerreiro  |                 |             |
| M                    | 7  | Marquinhos         |                 | Substituído |
| M                    | 11 | Zinho              |                 |             |
| A                    | 9  | Gaúcho             |                 |             |
| A                    | 10 | Paulo Nunes        |                 |             |
| Substituições:       |    |                    |                 |             |
| Z                    | '  | Rogério Lourenço   | Entrou em campo |             |
| M                    | '  | Marcelinho Carioca | Entrou em campo |             |
| Treinador:           |    |                    |                 |             |
| Vanderlei Luxemburgo |    |                    |                 |             |

### Premiação
| Copa Rio 1991                |
| ---------------------------- |
| Flamengo Campeão (1º título) |